# Aethalura adustella
Aethalura adustella är en fjärilsart som beskrevs av Bruckova 1945. Aethalura adustella ingår i släktet Aethalura och familjen mätare. Inga underarter finns listade i Catalogue of Life.